# Paul Berg
Paul Berg (New York, 1926. június 30. – Stanford, 2023. február 15.) amerikai biokémikus. 1980-ban Frederick Sangerrel és Walter Gilberttel megosztva elnyerte a kémiai Nobel-díjat a rekombináns DNS-technológiával kapcsolatos kutatásaiért.

## Tanulmányai
Brooklynban született, zsidó családban, Harry Berg ruhagyáros és felesége, Sarah Brodsky gyermekeként. Olvasmányai (többek között Sinclair Lewis Arrowsmith-ének) hatására már a középiskola előtt eldöntötte, hogy tudományos kutató lesz. 1943-ban befejezte a középiskolát és jelentkezett pilótának a haditengerészethez. Míg kiképzésére várt, a Pennsylvaniai Egyetemen biokémiát hallgatott, majd féléves gyakorlat után egy tengeralattjáró-vadász hajón szolgált a második világháború végéig. 1946-ban leszerelt és visszatért az egyetemre, ahol 1948-ban megkapta BSc diplomáját.
Doktori fokozatát a clevelandi Western Reserve University-n szerezte meg 1952-ben, témája az anyagcserefolyamatok követése (pontosabban a metanol, hangyasav és formaldehid lebontása) volt izotóppal jelölt vegyületekkel.

## Munkássága
Posztdoktori ösztöndíjjal egy évet a koppenhágai Sejtélettani Intézetben töltött Herman Kalckar laboratóriumában, majd újabb egy évet Arthur Kornbergnél a St. Louis-i Washington Egyetemen. Dániában részese volt a nukleinsavak szintézisében szerepet játszó egyik enzim felfedezésének, St. Louisban pedig a zsírsavak és a koenzim-A összekapcsolódását tanulmányozta. Kimutatta, hogy a reakció köztitermékei, az acetil-adenilátok szerepet játszanak az aminosavak fehérjeszintézis előtti aktivációjában is.
1956-tól a Washington Egyetemen adjunktusként oktatott és kutatott, 1959-ben pedig a Stanford Egyetem orvosi karán sikerrel pályázta meg a mikrobiológia professzori posztot. Kutatásai egyre inkább a molekuláris biológia irányába vitték, elsősorban a fehérjeszintézis kémiai mechanizmusát tanulmányozta a sejten belül. 1956-ban felfedezte, hogy a metionin aminosav nem közvetlenül, hanem egy kapcsolómolekulán keresztül csatlakozik az mRNS-hez a transzláció során. Később mások kimutatták, hogy minden aminosav a transzfer RNSek közvetítésével kapcsolódik össze fehérjévé.

### A génsebészet születése
Berget érdekelni kezdte a gének működése. A 60-as években az SV40 majmokat fertőző, tumort okozó vírust mint modellszervezetet kezdte tanulmányozni. Feltérképezte a vírus génjeit, meghatározta szekvenciájukat, kutatta a géntermékek termelődését és azt, ahogyan a gazdaszervezetre hatnak. Hogy az egyes vírusfehérjék működését elkülönülten, a többi protein zavaró hatásától távol tudja tanulmányozni, kifejlesztett egy módszert, amivel a génjeiket át tudta vinni Escherichia coli baktériumba.
Berg restrikciós enzimmel elvágta az SV40 DNS-ét a számára fontos gén mellett, majd terminális transzferáz enzimmel a kettős szálú DNS egyik szálára nukleotidok sorát kapcsolta. Ezután ugyanígy járt el a baktériumot fertőző fág DNS-ével, de ehhez olyan nukleotidokat adott, ami az elsővel komplementer volt; így az SV40 és a fág DNS-darabok végei képesek voltak összekapcsolódni. Ezzel a technikával képes volt akármilyen gént (vagy egyéb DNS-szakaszt) beinni a fág genomjába és nagy mennyiségben felszaporítani a gyorsan osztódó baktériumsejtekben.

### Etikai aggodalmak

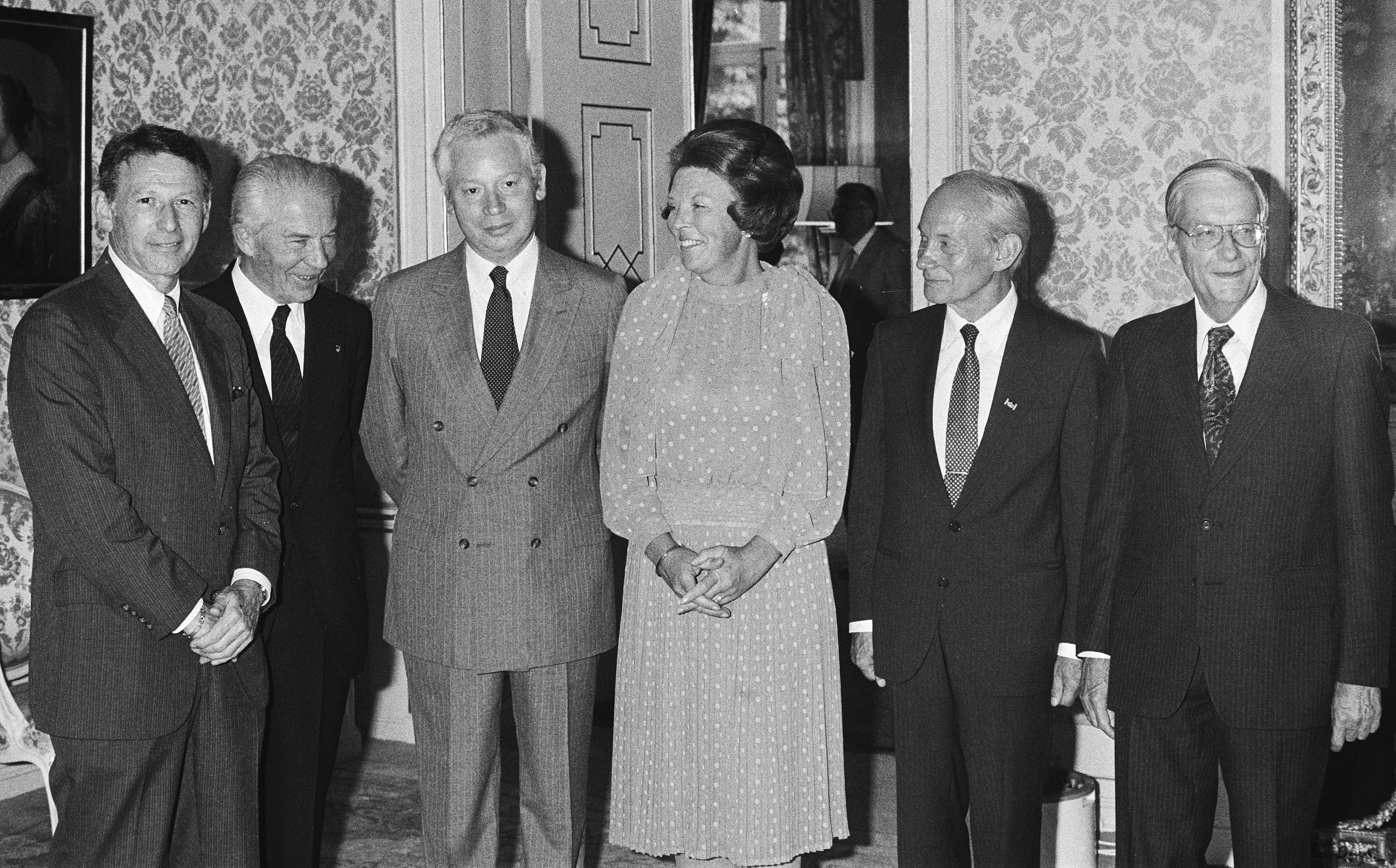
Beatrix holland királynő Nobel-díjasok társaságában. Paul Berg balról az első (1983)

Berg azonban nem fejezte be a kísérletét. Felismerte a veszélyét annak, hogy mi történhet, ha egy potenciálisan rákkeltő fehérjét bevisz egy olyan baktériumba, amely minden emberben megtalálható és aztán a baktérium kiszabadul a laborból. 1974. július 26-án levelet írt a Science folyóiratba (amit később Berg-levélként emlegettek) amelyben figyelmeztette kollégáit a rekombináns DNS technológia veszélyeire, hogy a genetikailag módosított mikroorganizmusok elterjedhetnek a környezetben és hatásaik megjósolhatatlanok lennének. Javasolta, hogy tiltsák meg az antibiotikum-rezisztencia, toxintermelés és tumorképzés génjeinek olyan baktériumokba való bevitelét, amely embereket is megfertőzhet. Ezenkívül meghirdetett egy nemzetközi konferenciát, ahol téma vezető kutatói megbeszélhetnék a potenciális veszéllyel való bánásmódot. A gyűlést 1975. február 27-én nyitották meg a kaliforniai Asilomarban és 16 országból 100 tudós vett részt rajta. Négynapos vita után összeállították a születő génsebészeti etikai kódexét, amelynek alapján egy évvel később a kormány meghozta a vonatkozó szabályozást. Az eredeti szabályzaton azóta sokat enyhítettek, de az erősen patogén mikroorganizmusok genetikai módosítása továbbra is korlátozás alá esik.
Berg 1969–1974 között a Stanford biokémiai tanszékének vezetője volt. 1973–1983 között a kaliforniai Salk Intézet vendégmunkatársaként dolgozott. 1985–2000 között vezette a Beckman Molekuláris és Genetikai Orvostudományi Központot. Miután visszavonult, a Központ professor emeritusaként tevékenykedik.

## Díjai

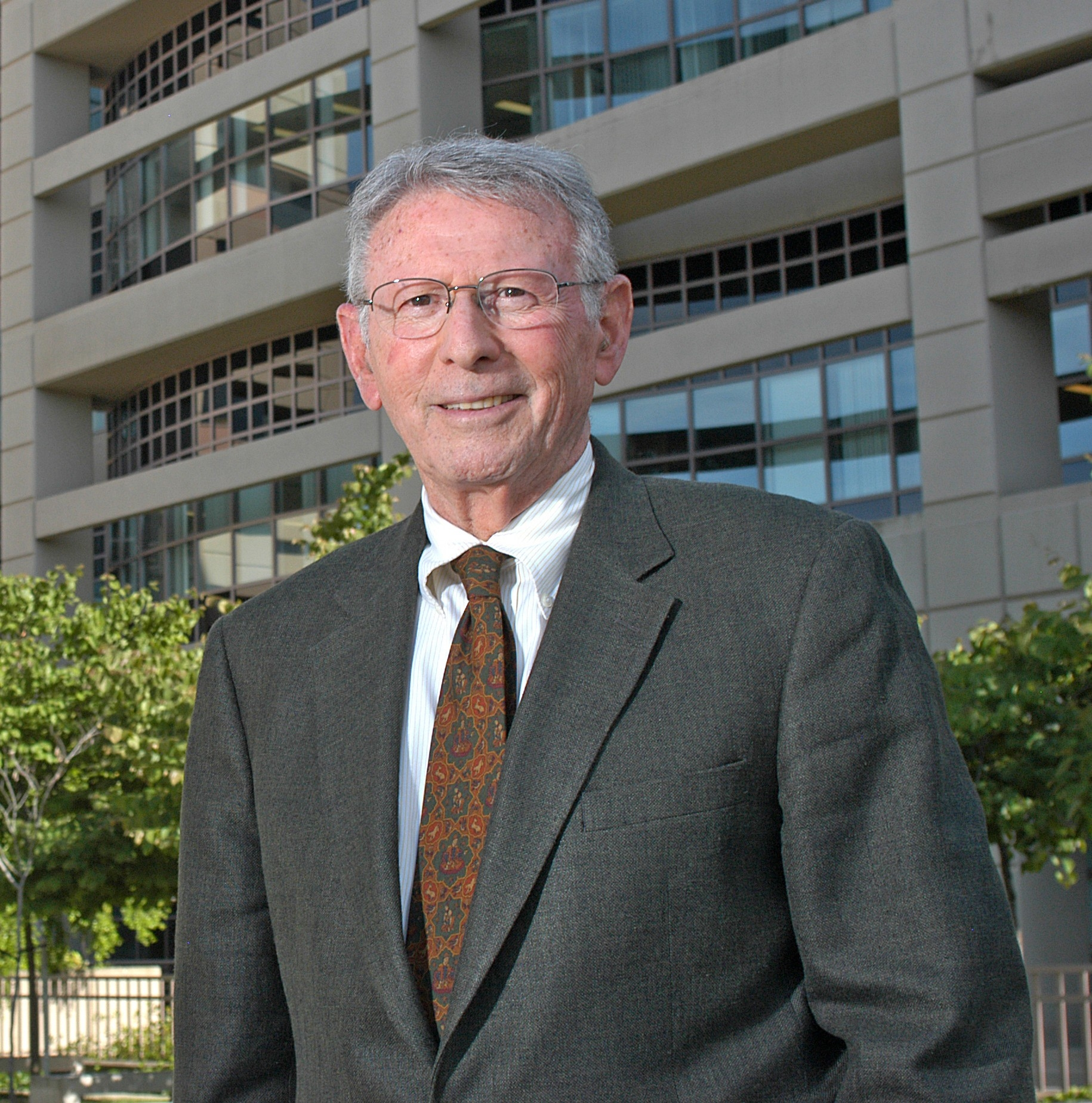
Paul Berg 2008-ban

Paul Berg (Walter Gilberttel és Frederick Sangerrel megosztva) 1980-ban kémiai Nobel-díjban részesült a rekombináns DNS technológia kifejlesztéséért. Ezenkívül a következő elismerésekben részesült:
- 1959 Eli Lilly biokémiai díj
- 1963 Az év kaliforniai kutatója
- 1969, 1972 A Stanford Egyetem Henry J. Kaiser kiváló oktatói díja
- 1979 Sarasota Orvostudományi Díj
- 1980 a Gairdner Alapítvány díja
- 1980 az Albert Lasker Alapítvány orvostudományi alapkutatásért járó díja
- 1983 Nemzeti Tudományos Érem
- 1983 a Nemzeti Orvostudományi Könyvtár érme

Tagja az Amerikai Tudományos Akadémiának, az Amerikai Művészeti és Tudományos Akadémiának, a Royal Society-nek, a Francia Tudományos Akadémiának és a Pápai Tudományos Akadémiának.

## Családja
Paul Berg 1947-ben házasodott össze Mildred Levyvel, akitől egy fia született, John Alexander Berg.